# Leandro Aguiari
Leandro Aguiari é estrategista digital, diretor de cinema, fundador a escola estado da arte e criador do storytelling marketing.
Foi premiado duas vezes, nos anos de 2007 e 2008 com o Troféu Talento na categoria de melhor álbum rock com os álbuns De um Lado a Outro e Eu Sou Livre, do cantor PG, ambos álbuns produzidos pelo Leandro. Também foi premiado com o Troféu Louvemos ao Senhor no ano de 2011 na categoria de melhor produtor musical do ano.
Possui mais de 30 trabalhos na área musical com sua assinatura

## Produções
- 2006: 7 Sinais - Almir Sater
- 2006: De um Lado a Outro - PG
- 2007: Eu Sou Livre - PG
- 2008: Meu Mundo - Storge 2
- 2008: Música de Guerra - 1ª Missão - Pregador Luo em "Já Posso Suportar", com Trazendo a Arca
- 2009: Aqui Estou Eu - David Fantazzini
- 2009: A Conquista - PG
- 2010: Tomé - Davidson Silva
- 2011: Tudo Novo - Storge 2
- 2011: Imagem e Semelhança - PG
- 2011: Único Incomparável - Pregador Luo
- 2011: Minhas Canções na Voz de David Fantazzini - David Fantazzini
- 2011: Geração Guerreiros do Apocalipse - Baby do Brasil
- 2012: Para Sempre - Renato Vianna

## Direções
- Face a Face - Ministério Bola de Neve - Denise Seixas
- 10 anos - Raiz Coral
- Essencial - Christian Chaves
- Escolhi Adorar - Alda Célia
- Imagem e Semelhança - PG
- Foi por Amor - Adoração e Adoradores
- "Cassino Boulevard" - Rosa de Saron